# Moses Effiong
Moses Effiong, né le 4 octobre 1959 dans la colonie et protectorat du Nigeria et mort le 26 janvier 2025, est un joueur de football international nigérian, occupant le poste de gardien de but.

## Biographie

### Carrière en sélection
Avec l'équipe du Nigeria, il figure dans le groupe des sélectionnés lors de la Coupe d'Afrique des nations de 1980 remportée par son équipe.
Il participe également aux Jeux olympiques de 1980. Lors du tournoi olympique organisé en Union soviétique, il ne joue pas de matchs. 

## Palmarès
Nigeria
- Coupe d'Afrique des nations (1) :
  - Vainqueur : 1980